# Getty Images
Getty Images, Inc. és una agència de fotografia nord-americana, amb seu a Seattle, Washington, Estats Units. És un proveïdor d'imatges per a empreses i consumidors amb un arxiu de 80 milions d'imatges i il·lustracions i més de 50.000 hores d'arxiu de pel·lícules d'estoc. Es dirigeix a tres mercats: professionals creatius (publicitat i disseny gràfic), mitjans de comunicació (publicació impresa i en línia), i empreses (departaments interns de disseny, màrqueting i comunicació).
Getty té oficines de distribució a tot el món i capitalitza les col·leccions d'Internet i CD-ROM per a la seva distribució. A mesura que ha anant adquirint altres agències i arxius fotogràfics més antics, ha digitalitzat les seves col·leccions, cosa que li permeté la distribució en línia. Getty Images opera un gran lloc web comercial que els clients fan servir per cercar i buscar imatges, comprar drets d'ús i descarregar imatges. Els preus de la imatge varien segons la resolució i el tipus de drets. L'empresa també ofereix serveis fotogràfics personalitzats per a clients corporatius.

## Història

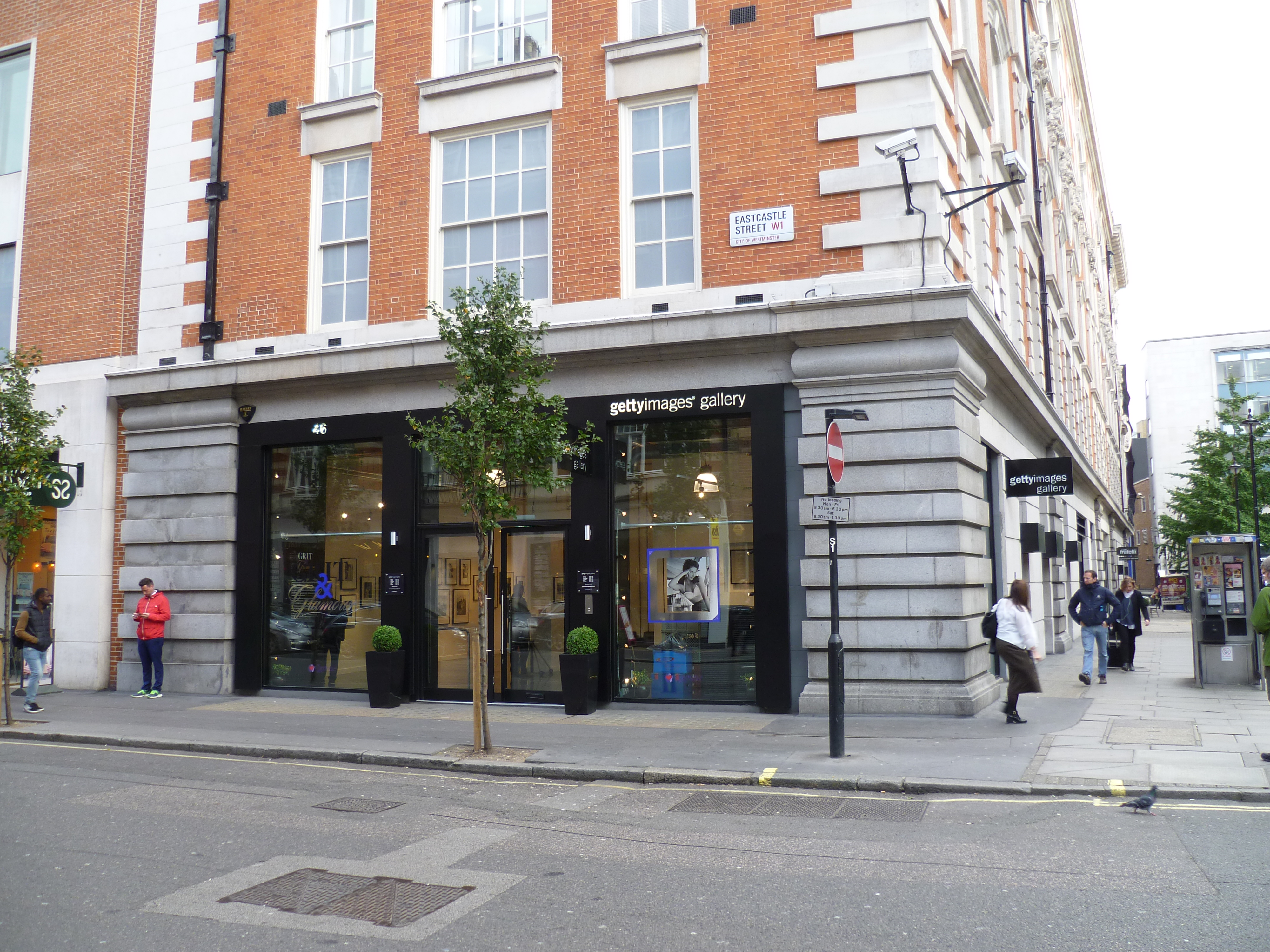
El Getty galeria d'Imatges a Eastcastle Carrer, London.

L'any 1995, Mark Getty i el conseller delegat Jonathan Klein van cofundar Getty Investments LLC, convertint a Mark Getty en el president de la companyia. El setembre del 1997, Getty Communications, nom que utilitzava en aquell moment, es va fusionar amb PhotoDisc, Inc. per crear Getty Images. L'abril de 2003, Getty Images va entrar en una aliança amb Agence France-Presse (AFP) per comercialitzar les imatges de cadascú.
Getty Images va adquirir els arxius de Michael Ochs al febrer de 2007. El New York Times va definir l'Arxiu Michael Ochs com "la principal font de la fotografia de músics del món".
El 2008, la firma de capital privat Hellman & Friedman (H & F) va adquirir Getty Images. El 2012, H & F va posar a la venda Getty. A partir de la consegüent venda al Grup Carlyle, es deia que la companyia tenia un arxiu que incloïa 80 milions de fotogrames i il·lustracions.
El 2015, Jonathan Klein es va convertir en el president de la companyia i Dawn Airey va ser contractat com a director executiu (CEO) de Getty Images.

## Adquisicions
Des de la seva formació, Getty Images ha seguit un programa d'adquisició agressiu, comprant moltes agències privades que havien creat la indústria de la indústria de valors, des de petites empreses de gestió familiar fins a agències més grans. El 1999 havia adquirit una de les agències més importants, Tony Stone Images; el venedor d'art en línia Art.com; l'agència de fotografia esportiva Allsport; el líder del mercat al Benelux i Escandinàvia: Word View (1996, del Sr. Bert Blokhuis, quatre oficines, per a la suma no divulgada); agència d'enllaç d'especialistes periodístics; Newsmakers, la primera agència de fotos digitals de notícies; Online USA, especialista en fotografies de celebritats; i la Hulton Press Library, l'antic arxiu de la revista fotogràfica britànica Picture Post. La col·lecció Hulton va ser venuda per la BBC a Brian Deutsch el 1988, quan es va canviar el nom de Hulton Deutsch. El 1996, la col·lecció Hulton es va vendre un altre cop, aquesta vegada comprada per Getty Images i se li va posar el nom de Hulton Getty. Amb l'adquisició de la biblioteca Hulton, Getty Images es va fer càrrec dels drets d'uns 15 milions de fotografies procedents d'arxius de la premsa britànica que es remunten fins al segle xix. Hulton Getty també va incloure fotografies de la col·lecció Keystone, així com imatges de destacats fotògrafs com Bert Hardy, Bill Brandt, Weegee i Ernst Haas.
Des d'aleshores, Getty ha afegit noves branques en la seva pàgina com àudio, música i efectes de so. A més a més, també compta amb arxius de video des de l'adquisició d'EyeWire i Energy Film Library. Getty s'ha associat amb altres empreses incloses Slidely per a empreses i anunciants per utilitzar la llibreria de vídeo Getty Images d'uns 2 milions de vídeos.
L'any 2000, Getty va adquirir un dels seus principals competidors, Archive Photos de Nova York (una divisió de The Image Bank), per US $ 183 milions. La biblioteca Archive Photos es va combinar amb la col·lecció Hulton Getty per formar una nova filial, Hulton Archive. Les fotografies d'arxiu s'havien format el 1990 a partir de la fusió de Pictorial Parade (est. 1935) i de les fotografies de Frederick Lewis (est. 1938), dues agències de fotos establertes als Estats Units. Les seves col·leccions inclouen imatges d'arxiu de The New York Times, Metronome i George Eastman House, i treballen fotògrafs com Ruth Orkin, Anacleto Rapping, Deborah Feingold, Murray Garrett, Nat Fein i John Filo.
La van seguir altres adquisicions com la compra d'image.net per US $ 20 milions l'any 2000 i la del lloc web de fotos microstock iStockphoto per US $ 50 milions el 9 de febrer de 2006. L'any 2007, Getty va adquirir amb èxit el seu major competidor, MediaVast, per 207 milions de dòlars. L'adquisició va proporcionar a Getty el control de WireImage (Entertainment, creative and sports photography), FilmMagic (moda i fotografia de catifes vermelles) i Contour Photos (fotografia de retrats i estudis). Getty Images també va adquirir altres filials, inclosos els Mestres Delegats, que inclou el servei d'imatge Isifa a Praga i Laura Ronchi a Itàlia. El 2008, Getty va comprar Redferns Music Picture Library, la biblioteca fotogràfica de música creada pel fotògraf britànic David Redfern.
El 23 d'octubre de 2008, Getty Images va anunciar la seva intenció de comprar la divisió d'imatges en línia de Jupitermedia, Jupiterimages, per un valor de 96 milions de dòlars en efectiu. La venda es va avançar al febrer de 2009; Jupiterimages (inclosos els llocs stock.xchng i StockXpert) ara és una filial de propietat total de Getty. Jupitermedia, que ara cotitza com WebMediaBrands, continua el seu negoci d'edició a Internet, que no van vendre a Getty Images.
El 25 de gener de 2016, Corbis va anunciar que havia venut la seva empresa de llicències d'imatge, incloent les biblioteques Corbis, Corbis Motion i Veer i els seus actius associats, a una filial xinesa del distribuïdor exclusiu de Visual China Group-Getty. Al mateix temps, es va anunciar que després d'un període de transició, VCG distribuiría i comercialitzaria la biblioteca de Corbis fora de la Xina a Getty. L'empresa també gestionarà els arxius físics de Corbis.

## Administració i propietat corporativa
Al febrer de 2000, es va anunciar que Getty Images passaria a ser propietat de la empresa de capital privat Hellman & Friedman en una transacció valorada en $2.4 bilions. El dia 2 de juliol de 2008, Getty Images anuncià la finalització de la seva adquisició. Les accions comunes de Getty Images van deixar de cotitzar a la Borsa de Nova York al tancament de l'adquisició i va ser retirat de la NYSE.
El 2012, H&F va contractar banquers d'inversió per vendre la companyia. Tot i que inicialment es va discutir un preu de 4.000 milions de dòlars, a l'agost, quan l'empresa privada de capital Carlyle Group va sorgir com a probable adquirent, es va dir que el preu considerat era de 3,3 a 3,4 mil milions de dòlars. També va haver-hi rumors de que CVC Capital Partners Ltd. havia licitat, però encara no havia aconseguit superar el preu de Carlyle Després d'aquest fet, es va anunciar la venda a Carlyle per 3.300 milions de dòlars, amb els cofundadors Getty i Klein i la família Getty portant les seves inversions a la nova estructura de propietat. Getty segueix actiu com a president i Klein com a primer executiu.
El setembre de 2018, la família Getty va anunciar que adquiriria la participació majoritària de l'empresa de Carlyle Group.

## Aplicació de drets d'autor i controvèrsia

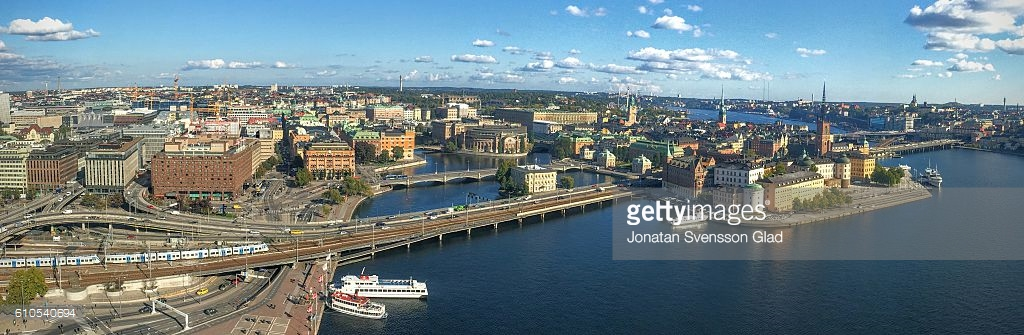
Una imatge disponible a Getty Imatges, mostrant una marca d'aigua amb "Getty Imatges", el nom de l'autor, i un arxiu-número d'ID. Aquesta marca d'aigua existeix damunt totes les imatges en Getty Imatges quan previsualitzem les imatges, per impedir contravenció de copyright

Des de principis de 2008, Getty Images ha creat molta polèmica pels seus mètodes d'avís quan un usuari web no respecta els drets d'autor de les seves imatges. En comptes de seguir una política d'enviament d'avisos de "cessar i desistir", Getty normalment envia una carta de demanda que reclama danys monetaris substancials dels propietaris de llocs web que creu que infringeixen els drets d'autor dels seus fotògrafs. Contínuament Getty tracta d'intimidar als propietaris de llocs web mitjançant l'enviament d'agents de cobrament.

Un fotògraf va assenyalar que "als tribunals no els agrada ser utilitzats com a mitjà d'extorsió". En un cas, Getty va enviar a una església de Lichfield, Staffordshire, una factura de £ 6,000 per les fotografies que utilitzava al seu lloc web, aparentment col·locades allí per un voluntari de l'església. En aquest cas, l'església va oferir pagar a Getty el que pensava que era una quantitat raonable. El director de comunicació del diocès va dir:
Getty no jugava a la pilota o seguia els procediments normals de resolució de litigis o de controvèrsies i [vaig advertir a l'església] que els ignorés. No tractem amb buscabregues; tractem adequadament les amenaces legals. Li vaig dir [a Getty] per carta que això era el que feia [l'església], que no anàvem a jugar, i no vam saber mai més res d'ells.

The Guardian va descriure altres casos en què Getty o altres empreses de fotografia estoc van abandonar un reclam quan un propietari del lloc web es va negar a pagar i va contractar un advocat. En una ocasió es va citar en un despatx d'advocats: "Una vegada que ens involucrem en general, Getty retrocedirà".
El 2009, Oscar Michelen, un advocat de Nova York que se centra en reclamacions de danys, va dir: "Els danys que demanen no són iguals a l'infracció dels drets d'autor", i "no hi ha cap llei que digui definitivament quines imatges valen la pena en aquesta era digital."Va anomenar l'esforç de Getty per avaluar les multes de quatre xifres "una forma legal d'extorsió".
En un esforç per combatre la infracció de drets d'autor en línia, el març de 2014, Getty Images va fer que més de 35 milions d'imatges estiguessin disponibles de franc per a usos no comercials en línia mitjançant incrustacions amb atribució i un enllaç al lloc web Getty Images. Segons l'executiu de Getty Images, Craig Peters, "El principi consisteix a convertir el que infringeix l'ús amb bones intencions, convertint-ho en una cosa que és un ús amb llicència vàlida i amb alguns beneficis que tornen al fotògraf".
El 2016, Getty Images va ingressar un plet a Google, qüestionant la forma en què el gegant de la recerca manejava els seus mètodes de protecció d'imatges. Dos anys més tard, el 2018, Google va eliminar el botó "Vegeu la imatge" dels seus resultats de cerca d'imatges. Això va provocar la indignació d'usuaris de tot el món, i una sèrie d'articles referents a aquesta demanda. El botó es va eliminar com a part d'un acord de Google fet amb Getty Images.

## Judicis sobre infraccions de drets d'autor
L'any 2009, Car-Freshner Corp. va presentar una demanda contra Getty Images a la Federal Court, Northern District de Nova York (cas 7: 09-cv-01252-GTS-GHL). Car-Freshner va declarar que Getty Images incloia en les seves fotos del catàleg els famosos ambientadors de cotxes amb marca d'arbre. El 2011, Getty Images va tractar de desestimar el cas, però el seu moviment va ser denegat. El 2012, Getty Images va acceptar pagar $ 100,000 a Car-Freshener Corp., però no va admetre cap mena d'error.
El setembre de 2013, Avril Nolan va portar un judici de 450.000 dòlars contra Getty Images. Nolan va al·legar que Getty Images havia deixat que la seva imatge fos utilitzada en anuncis que la representaven com a persona amb VIH-positius. Va afirmar que la publicació d'aquest anunci va afectar les seves relacions personals i professionals i li va causar la seva angoixa emocional pel fet de la divulgació d'una informació falsa. El març de 2014, un jutge va dictaminar que el plet es traslladaria a la cort en lloc de finalitzar-lo. Getty Les imatges va arribar a un acord amb Nolan el gener 2015.
Al novembre de 2013, Getty i Agence França-Presse van ser obligats a pagar 1.2$ milions d'indemnització a la jornalista autònoma Daniel Morel per utilitzar sense el seu permís les seves imatges, relacionades amb el terratrèmol d'Haití del 2010, penjades a Twitter, violant així els termes de dret d'iamtges i els termes de servei de Twitter.
Al juliol de 2016, Getty va ser demandada, sense èxit, per més de $1 mil milions per part de Carol Highsmith, un fotògraf nord-americà destacat per donar la seva col·lecció de més de 100.000 d'imatges lliures de drets a la Biblioteca del Congrés, qui descobrí que Getty havia estat venent llicències no autoritzades del seu treball (una instància de copyfraud) Carol Highsmith es va assabentar d'aquest fet quan va rebre una carta d'un despatx d'advocats que representava a Getty exigint 120 dòlars per mostrar les seves fotos en un lloc web personal.
L'agost de 2016, Zuma Press, una agència de premsa independent, va presentar una demanda contra Getty per presumptes d'infraccions de drets d'autor i llicències no autoritzades de més de 47.000 imatges.

## Reclamació de drets d'autor sobre contingut de domini públic
Getty Images ha continuat la pràctica de Corbis (la llicència que va adquirir al 2016), és a dir, reclamar drets d'autor, marca d'aigua i vendre imatges de domini públic, incloses imatges relacionades amb l'Holocaust com la foto del nen del gueto de Varsòvia o la cavalleria polonesa a la fotografia Sochaczew.

## Prestigi Grant
Getty Images Prestige Grant és un premi que es concedeix a dos fotògrafs comercials per realitzar un projecte de somni, concedint-los USD $ 15,000 i $ 7,500 respectivament. Els primers destinataris, al 2015, foren Lisa Barnard i Andy Lo Po.

## Tarifes i preus
La plataforma Getty Images presenta diferents plans de subscripció als usuaris interesats en utilitzar els recursos audiovisuals que ofereix l'empresa.
| Imatges grans, Vídeos en 4K i HD |                      |
| Paquet                           | Preu                 |
| -------------------------------- | -------------------- |
| Individual                       | 475 € per descarrega |
| Paquet de 5 arxius (2.125 €)     | 425 € per descarrega |
| Paquet de 10 arxius (4.000 €)    | 400 € per descarrega |

| Imatges mitjanes, vídeos en SD |                      |
| Paquet                         | Preu                 |
| ------------------------------ | -------------------- |
| Individual                     | 385 € per descarrega |
| Paquet de 5 arxius (1.750 €)   | 350 € per descarrega |
| Paquet de 10 arxius (4.000 €)  | 310 € per descarrega |

| Imatges petites, vídeos en baixa resolució |                      |
| Paquet                                     | Preu                 |
| ------------------------------------------ | -------------------- |
| Individual                                 | 175 € per descarrega |
| Paquet de 5 arxius (800 €)                 | 160 € per descarrega |
| Paquet de 10 arxius (1.500 €)              | 150 € per descarrega |